# 7th Bird "愛に恋"
「7th Bird "愛に恋"」（セブンス バード）は、1989年10月11日に発売された本田美奈子の17枚目のシングル。

## 収録曲
1. 7th Bird "愛に恋" [4:57]
作詞：秋元康、作曲：井上大輔、編曲：松下誠
  - オートラマ「オートラマ7周年記念」CMソング[1]
2. SLOW WALK [5:25]
作詞：MINAKO、作曲・編曲：樫原伸彦
  - MINAKO with WILD CATS 名義

## 収録アルバム
- 7th Bird "愛に恋" 
  - best now （1990年11月14日）
  - Big Artist Best Collection （1994年12月7日）
  - TWIN BEST (1998年5月13日)
  - 2000 millennium BEST（2000年5月24日）
  - GOLDEN☆BEST 本田美奈子 (2003年6月25日)
  - 本田美奈子BOX (2004年12月15日)
  - ゴールデン☆アイドル 本田美奈子 (2014年7月30日)

- SLOW WALK
  - 本田美奈子BOX (2004年12月15日)
  - ゴールデン☆アイドル 本田美奈子 (2014年7月30日)